# Nicholas Roerich Museum

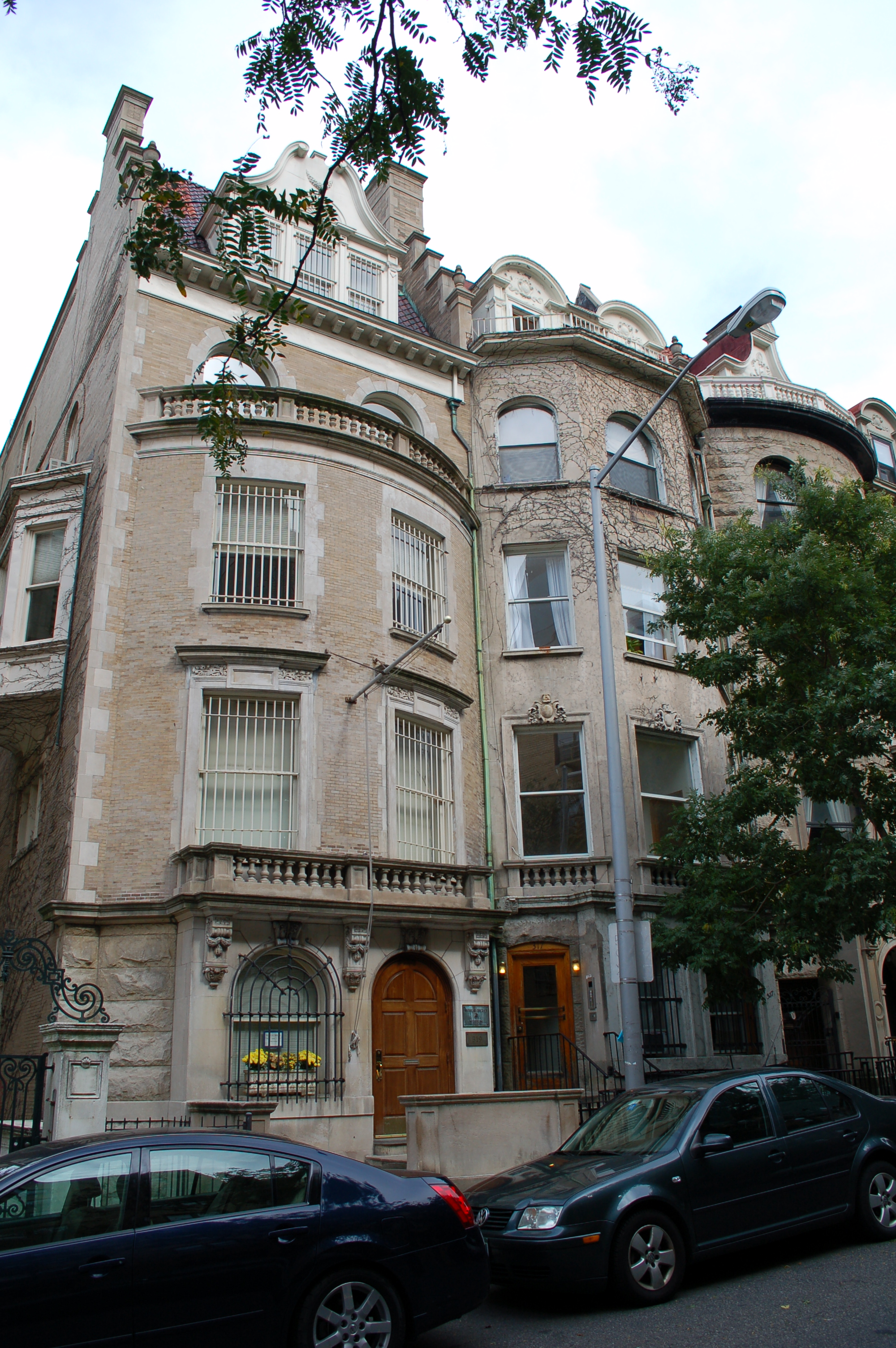
Nicholas Roerich Museum in New York City

Das Nicholas Roerich Museum in New York City ist eine Institution, die dem Leben und Werk von Nicholas Roerich gewidmet ist. Es beherbergt eine bedeutende Sammlung seiner Gemälde, Artefakte und persönlichen Gegenstände.
Das Museum befand sich ursprünglich in den Master Apartments an der 103. Straße und am Riverside Drive, die 1929 speziell für Roerich gebaut wurden.